# John Aston (cricket)
John Aston, född 20 november 1882, död 9 januari 1951, var en engelsk cricketspelare från Dublin, Irland.